# Philinos de Cos (médecin)
Pour les articles homonymes, voir Philinos.
Philinos de Cos (en grec ancien Φιλῖνος) est un médecin grec du IIIe siècle av. J.-C. originaire de Cos, issu de la famille des Asclépiades, fondateur de la secte des « Empiriques ».

## Notice biographique
Disciple dissident d'Hérophile, il fonde la secte médicale des Empiriques vers 270 avant J.-C, même si cette secte médicale se réclame d'une autorité antérieure : Acron d'Agrigente, un contemporain d'Empédocle (Ve siècle av. J.-C.). 
Le fait qu'un médecin originaire de Cos soit l'élève d'Hérophile d'Alexandrie symbolise la fin de l'influence de Cos (comme centre médical) , et la nouvelle primauté de l'école d'Alexandrie.
Son successeur à la tête des empiriques est Sérapion d'Alexandrie. 

## Œuvre
Philinos de Cos est réputé pour avoir été le fondateur de l'école empirique, ou secte empirique au sens antique du terme, contre les médecins rationalistes appartenant à la secte dite dogmatique. Les empiriques sont influencés par la philosophie sceptique, ils ne croient pas que la médecine soit une science théorique et, comme les sceptiques, affirment le caractère incompréhensible de la nature. Ils considèrent surtout que la connaissance de la nature n'est pas nécessaire à l'art médical. La réalité de la médecine est celle d'une pratique basée uniquement sur ce qui est constaté par les sens, sur l'accumulation d'observations fortuites, d'expérience personnelles et collectives,.
Il s'agit de procéder par inférences sémiotiques du visible au visible sans recourir à l'analogie du visible au caché, mais à l'analogie des semblables ou « passage du même au même », par exemple l'absence d'une plante justifie l'utilisation d'une plante voisine, ou deux maladies similaires autorisent le même traitement.
Sa dissidence avec Hérophile ne vient pas tant d'un empirisme que d'un abandon des recherches anatomiques menées par Hérophile. Philinos prône plutôt la recherche clinique et pharmacologique. Il s'oppose à son contemporain Bacchios de Tanagra, sur la pratique du commentaire des textes hippocratiques.
Il commenta Hippocrate dans un ouvrage dont rien n’a subsisté, mais l’historien Athénée parle entre autres de ses observations sur les plantes.